# Pierrefitte (Creuse)
 Pierrefitte  es una localidad y comuna  de Francia, en la región de Lemosín, departamento de Creuse, en el distrito de Guéret y cantón de Jarnages.
Su población en el censo de 1999 era de 95 habitantes.
Está integrada en la Communauté de communes du Carrefour des Quatre Provinces.

## Demografía
| 131 | 147 | 119 | 86 | 85 | 95 |
| Para los censos de 1962 a 1999 la población legal corresponde a la población sin duplicidades (Fuente: INSEE [Consultar]) |     |     |    |    |    |